# Ugolino Magalotti
Ugolino Magalotti (... – Camerino, 11 dicembre 1373) è stato un religioso italiano.
Eremita del terz'ordine di san Francesco, il suo culto come beato è stato confermato da papa Pio IX nel 1856.

## Biografia
Di nobile e antica famiglia, dimostrò sin dalla giovinezza una notevole sensibilità religiosa. Rimasto orfano di entrambi i genitori, distribuì i suoi beni ai poveri, si aggregò al terz'ordine di san Francesco e si ritirò in un eremo alle falde del monte Ragnolo.

## Il culto
Papa Pio IX, con decreto del 4 dicembre 1856, ne confermò il culto con il titolo di beato.
Il suo elogio si legge nel martirologio romano all'11 dicembre.